# Kletterheim Aicha
Das Kletterheim Aicha ist eine Schutzhütte der Sektion Ansbach des Deutschen Alpenvereins (DAV). Sie liegt auf der Fränkischen Alb in Deutschland. Es handelt sich um eine Selbstversorgerhütte ohne Bewirtschaftung.

## Geschichte
Die Sektion Ansbach wurde am 22. Januar 1887 in Ansbach als eine Sektion des Deutschen und Österreichischen Alpenvereins (DuOeAV) gegründet. 1962 wurde ein Grundstück in Aicha, Gemeinde Konstein erworben. Der Baubeginn für das Jugend- und Kletterheim Aicha war im Jahr 1963. Am 26. Juni 1966 konnte man die Einweihungsfeier begehen. Von 1991 bis 2004 wurde viel renoviert, zum Beispiel der Anschluss an das öffentliche Kanalsystem, die Heizung modernisiert und der Feuerschutz durch eine Brandmeldeanlage verbessert.
Die Sektion besitzt weitere Hütten in den Lechtaler Alpen, die Ansbacher Hütte und die Skihütte Steibis bei Steibis.

## Lage
Das Kletterheim Aicha liegt auf einer Höhe von 420 m ü. NHN in der Fränkischen Alb, bei Aicha, einem Ortsteil von Wellheim.

## Zustieg
- Es existiert ein Parkplatz vor der Hütte.[3]

## Tourenmöglichkeiten
- Altmühltaler Panoramaweg, Urdonautalsteig, Schlaufenweg – Rundtour ab Dollnstein, 19,6 km, Gehzeit 5,5 Std.
- Traumschleife 11 Dollnstein-Wellheim, 17,9 km, Gehzeit 5,2 Std.
- Urdonautalsteig, 63,3 km, Gehzeit 17,25 Std.[4]

## Klettermöglichkeiten
- Oberlandklettersteig im Altmühltal, 7,8 km, Gehzeit 5 Std.
- Konstein 2018, Klettern für Einsteiger, 8,7 km, Gehzeit 6,5 Std.
- Oberlandsteig von Dollnstein, 15,4 km, 6,5 Std.[5]

## Karten
- ATK25-K09 Rain (Amtliche Topographische Karte 1:25.000): Wellheim, Oberhausen, Burgheim, Tagmersheim, Marxheim, Rennertshofen (ATK25 Amtliche Topographische Karte 1:25.000 Bayern) Landkarte – Gefaltete Karte, 1. Dezember 2020, ISBN 978-3899338584